# أندري كولاكوف
أندري كولاكوف (بالأوكرانية: Кулаков Андрій Андрійович) هو لاعب كرة قدم أوكراني في مركز الوسط، ولد في 28 أبريل 1999 في Stanytsia-Luhanska Raion ‏ في أوكرانيا. لعب مع شاختار دونيتسك.

## وصلات خارجية
- أندري كولاكوف على موقع اتحاد تركيا (لاعب) (الإنجليزية)
- أندري كولاكوف على موقع اتحاد أوكرانيا (الإنجليزية)
- أندري كولاكوف على موقع قاعدة بيانات كرة القدم.إي يو (الإنجليزية)
- أندري كولاكوف على موقع Soccerbase.com (لاعب) (الإنجليزية)
- أندري كولاكوف على موقع Soccerway.com (الإنجليزية)
- أندري كولاكوف على موقع عالم كرة القدم.نت (الإنجليزية)